# Сумеречный самурай
«Сумеречный самурай» или «Сумеречный Сэйбэй» (яп. たそがれ清兵衛 Тасогарэ Сэйбэй) — японский фильм 2002 года режиссёра Ёдзи Ямады, основанный на историческом романе Сюхэя Фудзисавы «Бамбуковый меч и другие истории о самураях». Это первый фильм трилогии о самураях режиссёра Ёдзи Ямады. Второй фильм трилогии — «Скрытый клинок» (2004), третий — «Любовь и честь» (2006).

## Сюжет
Действие происходит во второй половине XIX века, за несколько лет до Реставрации Мэйдзи. Повествование ведётся от имени одной из дочерей главного героя Сэйбэя Игути, самурая самого низкого ранга, служащего в хранилище клана Унасака. После смерти жены у Сэйбэя остались две дочери и старуха-мать, поэтому каждый вечер, в сумерках, он спешил домой, отказываясь от предложений провести время с товарищами по работе, поэтому они, посмеиваясь над ним, дали ему обидное прозвище — «сумеречный самурай».
Сэйбэй настолько беден, что ему пришлось тайком продать свой самурайский меч (что считалось величайшим позором для самурая) для того, чтобы оплатить похороны жены.
Однажды Сэйбэй встречает подругу своего детства Томоэ, которая незадолго перед этим рассталась со своим мужем-алкоголиком, бившим её. Муж Томоэ Тоётаро Кода не может простить её ухода и в доме её брата Митинодзё оскорбляет Томоэ и её семью, и вызывает на поединок Митинодзё. Сэйбэй решает заступиться за Томоэ и принимает вызов за него, приходит на место поединка и унижает бывшего мужа Томоэ, побеждая его с помощью палки.
Томоэ начинает посещать дом Сэйбэя, заботиться о его дочерях, и заменяет им мать. Для Томоэ, лишенной возможности родить ребёнка из-за последствий побоев мужа, общение с детьми Сэйбэя также благотворно.
Митинодзё в приватном разговоре предлагает Сэйбэю жениться на Томоэ. Сэйбэй отказывается, ссылаясь на свою бедность. Тогда Митинодзё запрещает Томоэ приходить к Сэйбэю, чтобы не компрометировать её.
Начальник Сэйбэя, узнав, что тот хорошо владеет боевыми искусствами, приказывает ему убить взбунтовавшегося самурая по имени Дзэнъэмон Ёго. Сэйбэй пытается отказаться, но его ставят перед выбором: или он выполнит приказ или будет изгнан. Ему обещают, что если он выполнит это задание, ему повысят жалование.
Сэйбэй просит Томоэ прийти к нему, чтобы помочь ему одеться подобающим образом. Там он говорит ей, что если он убьёт Дзэнъэмона Ёго, то он станет получать больше и сможет жениться на ней, на что Томоэ отвечает, что она собирается в ближайшем времени выйти замуж за другого мужчину, живущего в соседнем городе.
Сэйбэй отправляется в дом, где находится Дзэнъэмон Ёго. Они долго разговаривают и в процессе Сэйбэй проникается сочувствием к нему. Он решает оставить Дзэнъэмона в живых и принять изгнание из клана и возможную смерть. Он рассказывает Дзэнъэмону о том, что тоже бедствовал, и говорит тому, что он даже продал свой большой меч и собирался биться с ним малым мечом. Тогда Дзэнъэмон вскипает от ярости и бросается на Игути. Сэйбэй защищается и убивает его.
Израненный, он возвращается домой и видит там Томоэ, которая была не в силах уйти. Она в слезах бросается к нему и они уходят в дом.
В финале голос дочери Сэйбэя рассказывает, что Сэйбэй и Томоэ поженились, но прожили вместе только три года, после которых началась война, и Сэйбэй был убит. Томоэ осталась с его дочерьми и жила с ними до тех пор, пока они не вышли замуж. В конце фильма мы слышим за кадром голос дочери «сумрачного самурая», которая говорит, что жизнь Сэйбэя была короткой, но полной, и что она гордится своим отцом.

## В ролях
| Актёр           | Роль             |
| --------------- | ---------------- |
| Хироюки Санада  | Сэйбэй Игути     |
| Риэ Миядзава    | Томоэ Иинума     |
| Нэндзи Кобаяси  | Тёбэй Кусака     |
| Рэн Осуги       | Тоётаро Кода     |
| Мицуру Фукикоси | Митинодзё Иинума |
| Хироси Камбэ    | Наота            |
| Мики Ито        | Каяно Игути      |
| Эрина Хасигути  | Ито Игути        |
| Рэйко Кусамура  | мать Игути       |
| Мин Танака      | Дзэнъэмон Ёго    |
| Кэйко Киси      | Ито              |

## Награды и номинации

### Награды
- 2003 — 13 наград Японской Киноакадемии, в том числе за лучший фильм, лучшую режиссуру (Ёдзи Ямада), лучшую мужскую и женскую роли (Хироюки Санада и Риэ Миядзава), лучшую мужскую роль второго плана и лучшего новичка года (Мин Танака), лучший сценарий (Ёситака Асама, Ёдзи Ямада), лучшую операторскую работу (Муцуо Наганума), лучшую работу художников (Ёсинобу Нисиока, Мицуо Дэгава), лучший монтаж (Ивао Исии), лучший саундтрек (Исао Томита), лучшее освещение (Гэнкэн Накаока), лучший звук (Кадзуми Кисида)

### Номинации
- 2003 — номинация на приз «Золотой медведь» Берлинского кинофестиваля.
- 2003 — две номинации на награды Японской киноакадемии за лучшую мужскую (Нэндзи Кобаяси) и женскую роли второго плана (Кэйко Киси).
- 2004 — номинация на премию «Оскар» за лучший фильм на иностранном языке.